# Niggas in Paris
«Niggas in Paris» (censurado como «Ni**as in Paris») es una canción de los raperos estadounidenses Kanye West y Jay Z tomados de su álbum conjunto Watch the Throne. Fue lanzado como el cuarto sencillo del álbum el 13 de septiembre de 2011, junto con "Why I Love You". Debutó en el número 75 en el Billboard Hot 100 y alcanzó el número uno en el Hot R&B/Hip-Hop Songs. Cabe señalar que, originalmente, la canción se había ofrecido a Pusha T  quien la rechazó.

## Posicionamiento en listas
| Listas (2011–2013)                                | Mejor posición |
| ------------------------------------------------- | -------------- |
| Alemania (Offizielle Deutsche Charts)             | 81             |
| Australia (ARIA)                                  | 71             |
| Australia Urban (ARIA)                            | 230            |
| Austria (Ö3 Austria Top 40)                       | 38             |
| Bélgica (Flandes) (Ultratop 50)                   | 17             |
| Bélgica (Valonia) (Ultratop 50)                   | 29             |
| Canadá (Canadian Hot 100)                         | 16             |
| Corea del Sur Gaon Chart                          | 53             |
| Dinamarca (Tracklisten)                           | 19             |
| Escocia (Scottish Singles Sales Chart)            | 14             |
| Estados Unidos (Billboard Hot 100)                | 5              |
| Estados Unidos (Hot R&B/Hip-Hop Songs)            | 1              |
| Estados Unidos (Hot Rap Songs)                    | 1              |
| Estados Unidos (Mainstream Top 40)                | 17             |
| Francia (SNEP)                                    | 28             |
| Irlanda (IRMA)                                    | 22             |
| Nueva Zelanda (Recorded Music NZ)                 | 38             |
| Países Bajos (Dutch Top 40)                       | 37             |
| Países Bajos (Mega Single Top 100)                | 28             |
| Reino Unido (UK R&B Chart)                        | 3              |
| Reino Unido (UK Singles Chart)                    | 10             |
| Reino Unido (UK Official Streaming Chart Top 100) | 14             |
| Suecia (Sverigetopplistan)                        | 44             |
| Suiza (Schweizer Hitparade)                       | 43             |